# Estación Manquimávida
Estación Manquimávida är en järnvägsstation i Chiguayante, strax utanför Concepción i Chile. Vid denna station trafikeras ett regionaltåg som förbinder Talcahuano och Concepción med La Laja, Talcamávida och Renaico (linjen kallas ofta "Corto Laja") samt även pendeltågen på Biotrén, ett pendeltågssystem som trafikerar Concepción och närliggande kommuner.
Linje 1 i Biotréns pendeltågssystem trafikerar stationen, där stationen ligger mellan Estación Pedro Medina (riktning Talcahuano-El Arenal) och Estación La Leonera (riktning Hualqui).

## Källa
Den här artikeln är helt eller delvis baserad på material från spanskspråkiga Wikipedia.